# Нусрет
Нусрет (на турски: Nusret – „Божия помощ“) е кораб от военноморските сили на Османската империя (по-късно Турция); служил по време на Галлиполската операция на Първата световна война. Корабът служи основно като минен заградител във ВМС на Турция, но е използван по-късно и като водолазен кораб и кораб за съобщения. Заложен е през 1911 г. в германските корабостроителници „Germania“ в Кил, а на 4 декември същата година е спуснат на вода.

## Служба
„Нусрет“ е приет в състава на турския флот през 1913 г. под командването на лейтенант Топханели Hаки и подполковник Гел. Изиграва важна роля във военноморските действия против Антантата в Дарданелите, полагайки 26 мини през февруари 1915 г. на неочаквани позиции: на тях се взривяват британските броненосци „Ирезистабъл“, „Оушън“ и френския ескадрен броненосец „Буве“. Още един линеен крайцер, „Инфлексибъл“, получава тежки повреди от мините, но не потъва.
След края на войната „Нусрет“ е изведен от състава на флота и остава в Истанбул до 1926 – 1927 г., докато не отива в Гелджюк за ремонт. През 1937 г. е преименуван на „Ярдън“ и преквалифициран във водолазен кораб, а през 1939 г. си връща името, но е преправен на пощенски кораб. През 1955 г. „Нусрет“ окончателно е изведен от състава на флота и продаден през 1962 г. на частни лица, които го използват като товарен кораб под името „Капитан Нусрет“. Корабът потъва през април 1989 г. в пристанището на Мерсин.

## Вдигане от дъното
През 1999 г. „Нусрет“ е открит и през 2002 г. вдигнат от дъното и изтеглен в Тарс, където след реставрация е превърнат в плаващ музей, открит през 2008 г. Точно копие на кораба е построено от корабостроителницата в Гелджюк и изложено в Чанаккале като част от експозиция за Първата световна война, заедно с морски мини от онова време. През март 2011 година, новият кораб е приет във ВМС на Турция като плаващ музей N-16.